# Cochimí

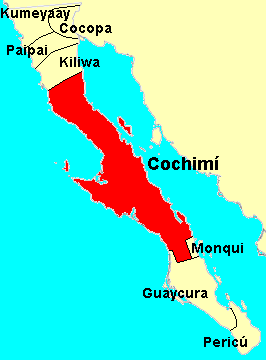
Territorios históricos de los cochimíes en la península de California.

Los cochimíes son una etnia de México que habitó la parte media de la Península de Baja California; los cochimíes hablaban una lengua de la familia yumano - cochimí ahora extinta llamada cochimí laymón, se ubicó en las áreas de Guerrero y santa Rosalía

## Historia
Desde que se tiene conocimiento y al primer contacto con los europeos a finales de 1680 al sur del territorio cochimí, hace 300 años, los cochimíes han ocupado la parte central de la península de Baja California y Baja California Sur. No se han encontrado la existencia de grandes asentamientos y se consideran básicamente nómadas. 
Los misioneros identificaron en su cosmovisión: Un mito fundacional o de la creación, el cual decía que, provenían del norte, desde que sus antepasados fueron vencidos en una gran contienda y habían huido hacia el sur al ser perseguidos por sus vencedores, refugiándose en las montañas de la península de Baja California. Conocían la existencia de los pobladores de la península anteriores a ellos que eran de mayor estatura y que habían pintado en las cuevas, figuras de animales y hombres. Pero no daban razón de ellos ni de su extinción. Esto concuerda con las Pinturas Rupestres de la Sierra de San Francisco (27°38′17″N 113°04′11″O / 27.6380992, -113.0697877) ubicada al sureste de Guerrero Negro y al norte de San Ignacio,  los de la Sierra de Guadalupe al sur de San Ignacio. 
Dividían el año en seis partes, la primera la llamaban mejibó, transcrita también como meyibó, que es la temporada de las pitahayas y "la estación de las flores" o "la estación de la abundancia". Este período del año era para ellos el tiempo más alegre y apreciable; comprendía parte de lo que actualmente es julio y agosto.
Su cosmovisión incluía a los guamas o hechiceros tenían un lugar importante en la cultura original, la cual tenían algunos sitios sagrados y celebración de ciertas ceremonias, que sin embargo no existía ni la escritura, ni manifestaciones artísticas formales. Vivían de la recolección y la pesca, y no practicaban la agricultura ni poseían ganado.
Si bien la población cochimí era escasa, la sedentarización y, las nuevas enfermedades importadas por los españoles como a tuberculosos, sífilis, sarampión y viruela, y el cambio de dieta, mermaron la resistencia física, por lo que la población cochimí se vio reducida en un 75% en los primeros 20 años de evangelización.
A la llegada de los dominicos a la baja California en 1774, los habitantes del Desierto Central de la Baja California o sea los cochimíes, prácticamente ya estaban extintos. 

En la actualidad no se encuentra un solo habitante cochimí, aunque algunos Tipai se identifican como cochmíes, en San Antonio Necua.

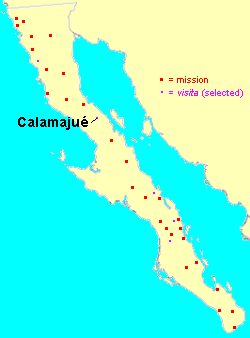
cochimi